# Wormprobleem

Bovengrens met de cirkel en andere gevallen

De wiskundige Leo Moser stelde in 1966 een gestencilde lijst op van 50 openstaande problemen in de meetkunde. Een daarvan werd bekend als het wormprobleem van Moser. Het probleem is het gebied met de minste oppervlakte te bepalen dat elke vlakke kromme van lengte 1 kan bedekken. Hierbij wordt verondersteld dat de kromme mag worden geroteerd en getransleerd, zolang de vorm ongewijzigd blijft. Spiegelen is niet toegestaan.
Dit is nog steeds een openstaand probleem. Het was ook niet meteen duidelijk of er wel een minimale oppervlakte bestaat. Het alternatief is dat er een grootste ondergrens bestaat die wel kan worden benaderd maar niet bereikt.
Laidacker en Poole bewezen in een ongepubliceerd artikel uit 1986 dat voor het convexe geval er inderdaad minimale bedekkingen bestaan. De oplossing is niet noodzakelijk uniek en de exacte vorm en oppervlakte van het minimum bleef onbepaald.

## Boven- en ondergrenzen
Het minimale oppervlak moet om te beginnen een aantal krommen kunnen bedekken, die mee bepalen wat de onder- of bovengrens van de oplossing is:
- het lijnstuk met lengte 1,
- de U-vormige lijn die drie zijden vormt van een vierkant met zijden van 1/3,
- de lijn die uit de twee benen bestaat van een gelijkzijdige driehoek met zijden 1/2 en
- de kromme van lengte 1 waarvan de kleinste breedte van het convexe omhulsel van alle mogelijke oppervlakken het grootst is. Schaer heeft deze kromme in 1968 gevonden en vond voor de breedte van het convex omhulsel een kleinste waarde van ongeveer 0,43893.

### Ondergrens
Een oplossing van het probleem moet zowel een recht lijnstuk van lengte 1 kunnen bedekken als de brede kromme van Schaer. Daaruit volgt dat de oppervlakte van de oplossing ten minste 0,438 93 : 2 = 0,219 46 moet zijn. Dit is dus een ondergrens. Deze is later iets opgetrokken: in 2011 bepaalden Khandhawit, Pagonakis en Sriswasdi een verbeterde ondergrens van 0,232 239.

### Bovengrens
Aan de andere kant is het duidelijk dat een cirkel met diameter 1 elke kromme van lengte 1 kan bedekken. De oppervlakte daarvan is ongeveer 0,78539. Dit is een bovengrens die aan de ruime kant is. Rond 1970 bewees Meir dat een halve cirkelschijf met diameter 1 al elke kromme van lengte 1 kan bedekken en de oppervlakte daarvan is ongeveer 0,39269. Deze bovengrens is later nog een aantal keer verfijnd. Vooral de Amerikaanse wiskundige Poole heeft zich met dit probleem beziggehouden.
- Gerriets en Poole vonden in 1974 een vorm met een oppervlakte van minder dan 0,288 70. Het was een ruit met grote diagonaal 1 en kleine diagonaal {\displaystyle 1/{\sqrt {3}}}, waarvan een hoek aan het eind van de kleine diagonaal was afgeknot.[3] Ze formuleerden in hun artikel ook het vermoeden dat de bovengrens kleiner was dan 0,261799.

- Norwood, Poole en Laidacker vonden in 1992 een vorm met een oppervlakte kleiner dan 0,275 24. Het is een verfijning van de vorm van Gerriets en Poole. Het is een cirkelsector van 60° met straal 0,5 met aan weerszijden een rechthoekige driehoek met hoeken 30°, 60° en 90°. De zijden ervan zijn {\displaystyle 0,5,{\sqrt {3}}/6,{\sqrt {3}}/3}.[1]

- Norwood en Poole verkleinden deze bovengrens in 2003 tot 0,260 437, maar dan wel met een gebied dat niet convex is, dus concaaf.[4]

- De Amerikaanse wiskundige Wetzel sprak in 1973 het vermoeden uit dat een cirkelsector met straal 1 en hoek 30° voldoende zou zijn. De oppervlakte daarvan is {\displaystyle \pi /12=0{,}2618\ldots }. Omstreeks 2019 hebben, onafhankelijk van elkaar Panraksa van de Mahidol Universiteit in Bangkok en Wachiramala van de Chulalongkorn University in Bangkok samen en Movshivich van de University of Illinois hiervoor een bewijs geleverd. Beide bewijzen zijn nog niet erkend.[5]